# Kalimas (Besuki)
Kalimas is een bestuurslaag in het regentschap Situbondo van de provincie Oost-Java, Indonesië. Kalimas telt 4972 inwoners (volkstelling 2010).